# ری لوئیس (ورزشکار)
ری لوئیس (انگلیسی: Ray Lewis; ۸ اکتبر ۱۹۱۰ – ۱۵ نوامبر ۲۰۰۳) ورزشکار دو و میدانی اهل کانادا بود.
وی همچنین برندهٔ جوایزی همچون رتبهٔ عضو نشان کانادا شده‌است.